# Mapoon Shire
Koordinaten: 11° 21′ S, 142° 20′ O

Das Mapoon Aboriginal Shire ist ein lokales Verwaltungsgebiet (LGA) im australischen Bundesstaat Queensland. Das Gebiet ist 537 km² groß und hat etwa 300 Einwohner.

## Geografie
Das Shire liegt an der Westküste der Kap-York-Halbinsel im Norden des Staats am Golf von Carpentaria etwa 500 km westlich von Cairns und 1830 km nördlich der Hauptstadt Brisbane. Es besteht aus zwei nicht zusammenhängenden Teilen, einem Streifen entlang der Küste im Mündungsgebiet von Wenlock und Ducie River und einem Inlandsareal im Quellgebiet des Wenlock.
Fast alle Einwohner leben in der Siedlung Mapoon im Nordwesten der LGA an der Mündung des Wenlock River.

## Geschichte
1891 wurde am Port Musgrave an der Mündung des Wenlock River die Mapoon-Mission gegründet, um die durch die Besiedlung der Kap-York-Halbinsel durch Weiße verdrängten Aborigines aufzunehmen. Bis zu 1500 Ureinwohner lebten dort und es wurde Landwirtschaft und Rinderzucht betrieben. Nach dem Zweiten Weltkrieg wurde in der Region Bauxit  entdeckt und große Teile des Landes an Minengesellschaften verpachtet. Die Mission schloss 1962. Die Aborigines wehrten sich gegen die Schließung wurden aber trotzdem auf eine neue Siedlung New Mapoon im Norden und das südlich gelegene Weipa verteilt. Erst 1974 konnten einige Familien auf bereitgestelltes Land zurückkehren. 1989 bekamen die Ureinwohner schließlich das Land um Mapoon offiziell zurück und 2002 wurde ihnen das Mapoon Shire zur lokalen Selbstverwaltung überlassen.

## Verwaltung
Der Mapoon Council hat fünf Mitglieder. Der Mayor (Bürgermeister) und vier weitere Councillor werden von allen Bewohnern des Shires gewählt. Die LGA ist nicht in Wahlbezirke unterteilt.